# FK Sloutsk
Maillots
Actualités
Le Sportivny Futbolny Klub Sloutsk, plus couramment abrégé en SFK Sloutsk (en russe et en biélorusse : СФК Слуцк), est un club biélorusse de football fondé en 1998 et basé dans la ville de Sloutsk.
Il évolue en première division depuis l'année 2014.

## Histoire
Fondé en 1998 sous le nom Sloutsksakhar, le club évolue dans un premier temps au sein du championnat du voblast de Minsk avant d'intégrer en 2007 la quatrième division biélorusse où il termine deuxième de son groupe et accède dès l'année suivante au troisième échelon. Finissant cinquième pour sa première saison, il termine quatrième en 2009 avant d'atteindre la troisième place à l'issue de l'exercice 2010 pour monter en deuxième division. Devant le SFK Sloutsk à l'aube de sa première saison au deuxième échelon, le club termine cinquième lors de ses deux premières années à ce niveau avant de l'emporter à l'issue de la saison 2013, ce qui lui permet d'être promu en première division pour la première fois de son histoire.
Finissant neuvième pour sa première saison dans l'élite, Sloutsk se maintient par la suite de manière perpétuelle, atteignant notamment la septième position en 2017.

## Bilan sportif

### Palmarès
| Compétitions nationales                                  |
| -------------------------------------------------------- |
| - Championnat de Biélorussie D2 (1) : - Champion : 2013. |

### Bilan par saison
| Saison | Championnat | Championnat | Championnat | Championnat | Championnat | Championnat | Championnat | Championnat | Championnat | Championnat | Coupe de Biélorussie |
| Saison | Division    | Pos         | Pts         | J           | V           | N           | D           | BP          | BC          | Diff        | Coupe de Biélorussie |
| ------ | ----------- | ----------- | ----------- | ----------- | ----------- | ----------- | ----------- | ----------- | ----------- | ----------- | -------------------- |
| 2008   | 3e          | 5e          | 51          | 30          | 15          | 6           | 9           | 53          | 37          | +16         | —                    |
| 2009   | 3e          | 4e          | 45          | 26          | 14          | 3           | 9           | 48          | 37          | +11         | 32es de finale       |
| 2010   | 3e          | 3e          | 81          | 34          | 25          | 6           | 3           | 79          | 30          | +49         | Seizièmes de finale  |
| 2011   | 2e          | 5e          | 49          | 30          | 13          | 10          | 7           | 44          | 33          | +11         | Seizièmes de finale  |
| 2012   | 2e          | 5e          | 52          | 28          | 15          | 7           | 6           | 59          | 27          | +32         | Seizièmes de finale  |
| 2013   | 2e          | 1er         | 66          | 30          | 19          | 9           | 2           | 54          | 19          | +35         | Seizièmes de finale  |
| 2014   | 1re         | 9e          | 40          | 32          | 11          | 7           | 14          | 26          | 34          | -8          | Huitièmes de finale  |
| 2015   | 1re         | 11e         | 25          | 26          | 6           | 7           | 13          | 26          | 30          | -4          | Huitièmes de finale  |
| 2016   | 1re         | 12e         | 30          | 30          | 6           | 12          | 12          | 22          | 34          | -12         | Quarts de finale     |
| 2017   | 1re         | 7e          | 44          | 30          | 12          | 8           | 10          | 30          | 34          | -4          | Quarts de finale     |
| 2018   | 1re         | 8e          | 36          | 30          | 11          | 3           | 16          | 26          | 36          | -10         | Quarts de finale     |
| 2019   | 1re         | 11e         | 34          | 30          | 9           | 7           | 14          | 29          | 46          | -17         | Quarts de finale     |
| 2020   | 1re         | 14e         | 27          | 29          | 8           | 3           | 18          | 31          | 55          | -24         | Huitièmes de finale  |
| 2021   | 1re         | 9e          | 35          | 30          | 9           | 8           | 13          | 36          | 44          | -8          | Huitièmes de finale  |
| 2022   | 1re         | 11e         | 32          | 30          | 7           | 11          | 12          | 26          | 41          | -15         | Huitièmes de finale  |
| 2023   | 1re         | 8e          | 35          | 28          | 9           | 8           | 11          | 38          | 40          | -2          | Quarts de finale     |
| 2024   | 1re         | 9e          | 39          | 30          | 11          | 6           | 13          | 26          | 41          | -15         | Huitièmes de finale  |

Légende
- Promu en division supérieure
- Relégué en division inférieure